# José Pijoán
José Pijoán Soteras (Barcelona, 1879-Lausana, 1963) fue un arquitecto, historiador, historiador del arte y poeta español en lengua catalana.

## Biografía
Nacido en Barcelona en 1879, estudió en dicha ciudad arquitectura hasta graduarse. Perteneció a la tercera generación de los educados en la Institución Libre de Enseñanza con la pedagogía krausista, los nacidos entre 1880 y 1890. Amplió estudios en Roma. Llegó a dominar el inglés, el francés, el alemán, el italiano y las lenguas clásicas. Volvió a Barcelona y actuó como miembro de la Junta de Museos que fundó el Museo de dicha ciudad. Organizó la Biblioteca Nacional de Cataluña en Barcelona y, con la fundación de diversas instituciones, como el Instituto de Estudios Catalanes, del que fue primer secretario, y otras actividades, impulsó notablemente el desarrollo cultural de Cataluña. Fue enviado al Museo Británico por el gobierno español para estudiar sus manuscritos.

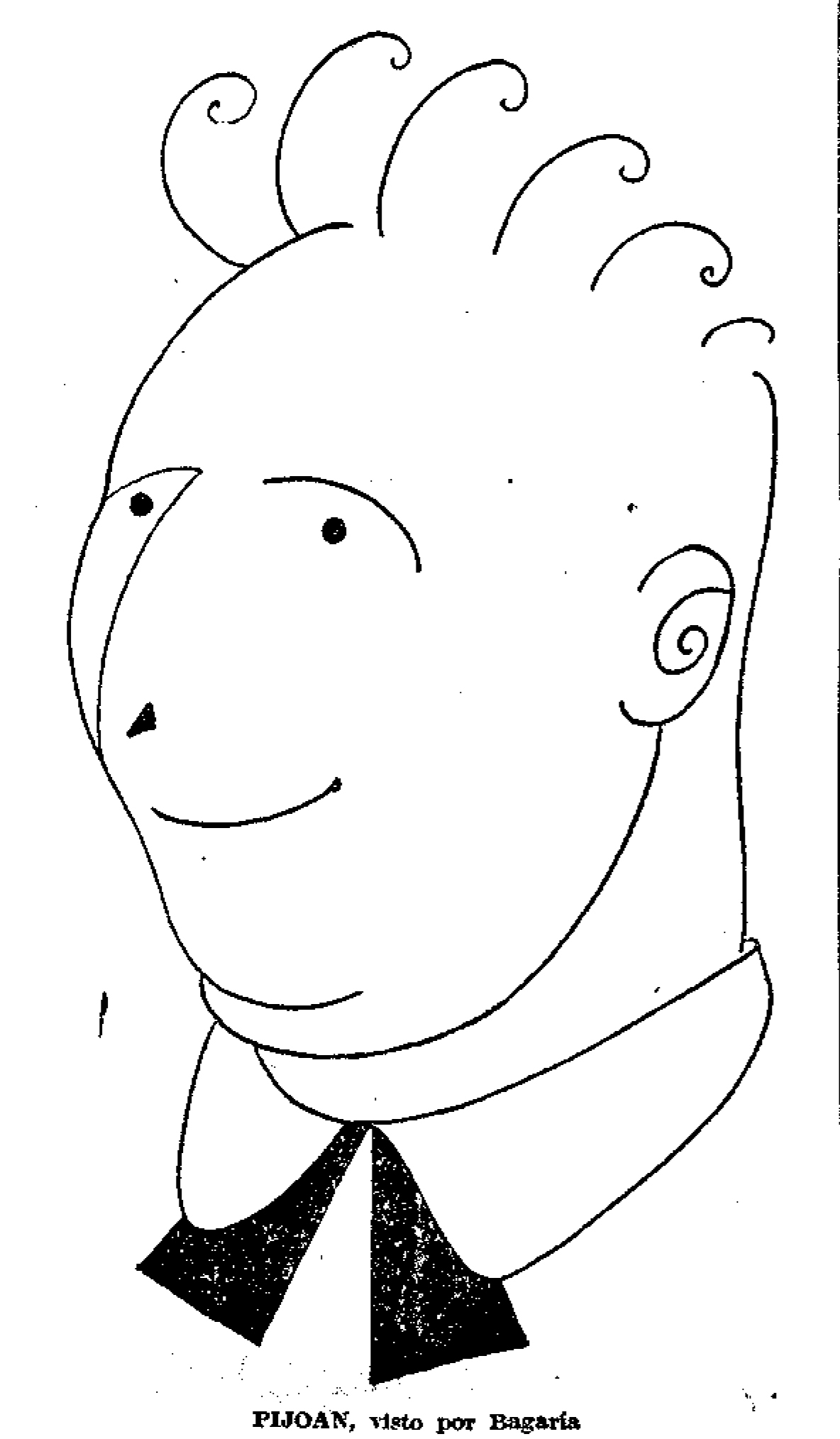
Caricaturizado por Bagaría en El Sol (1928)

Volvió a Roma para fundar y ser secretario, en funciones de director, de la Escuela Española en Roma de Arqueología e Historia desde el mismo año de su constitución en 1911, hasta 1913, año en que marchó a Canadá. José Pijoán fue profesor universitario durante largos años en centros docentes de ese país, y luego, en Estados Unidos, enseñó en el Pomona College y, entre 1936 y 1940, hasta pasada la Guerra Civil, en la Universidad de Chicago, con un paréntesis en 1930, cuando fue requerido por la Sociedad de Naciones en Ginebra para establecer un nexo entre sus enseñanzas y el ideal de la institución. Allí conoció su mujer, Geneviève Bugnion, de la que tuvo una hija, Irène Pijoan (1953-2004), que fue artista; Pijoán se casó dos veces y en Estados Unidos frecuentó la Sociedad de los Amigos y se convirtió al cuaquerismo. Pasó la última época de su vida en Suiza.
Es autor de una Historia del Arte en tres volúmenes y de una Historia del Mundo en cinco. Fue codirector y redactor, junto con Manuel Bartolomé Cossío, de la Summa Artis. Historia general del Arte, que prosiguió solo después de la muerte de su colaborador hasta el tomo XVI de la cincuentena de que consta la que es, sin duda, la más extensa historia del arte publicada en español. Analiza en esos tomos el arte de los pueblos aborígenes, el asiático occidental, el egipcio, el griego, etrusco, romano, helenístico, el prehistórico europeo, el arte cristiano primitivo, el bizantino, el prerrománico y románico, el precolombino, mexicano y maya, el gótico e islámico y el  renacentista y barroco europeos. Empezó a publicarse en 1931. Pijoán impulsó la carrera en Estados Unidos del muralista mexicano José Clemente Orozco. Publicó además poesías en lengua catalana (Lo cançoner, Vilanova y Geltrú: J. Oliva, 1905) y estudios (Mi don Francisco Giner (1906-1910), San José de Costa Rica, 1927, El meu don Juan Maragall), sobre Francisco Giner de los Ríos y sobre Joan Maragall; con este último intercambió un nutrido epistolario.
Colaboró en Anuari de l'Institut d'Estudis Catalans y Luz [Publicacions Periòdiques] de Barcelona, en La Lectura, de Madrid, en L'Arte de Roma, en Burlington Magazine y The Nineteenth Century and After de Londres. Fue profesor auxiliar de Historia de la Arquitectura en la Universidad de Barcelona y miembro de la Hispanic Society, del Instituto Imperial Germánico de Arqueología, del Royal Canadian Institute y del Instituto de Estudios Catalanes y fue activo conferenciante.

## Obras
- Lo cançoner, Vilanova y Geltrú: J. Oliva, 1905
- Les pintures murals de Catalunya (1907)
- Con Manuel Gómez-Moreno, Materiales de Arqueología Española Madrid: Junta para la Ampliación de Estudios e Investigaciones científicas. Centro de Estudios Históricos, 1912
- Summa Artis: Historia general del arte. 18 vols. 1927
- Mi don Francisco Giner (1906-1910), San José de Costa Rica, 1927
- El meu Don Joan Maragall (1927)
- Historia del arte: el arte al través de la historia. Barcelona [etc.] : Salvat, 1914 , 3 vols.
- Historia del mundo, Barcelona : Salvat, 1926
- Con José Gudiol Ricart, Las pinturas murales románicas de Cataluña. Barcelona: Alpha 1948
- "Parable of the virgins from Dura-Europos." The Art Bulletin 19 (December 1937): 592-95
- "El Greco, a Spaniard." The Art Bulletin 12 (March 1930): 12-19.
- Les pintures romàniques a Catalunya (1939)
- Obra catalana, Barcelona: Diamant-Edit. Selecta, 1963.